# Cágado-da-serra
O cágado-da-serra ou cágado-pescoço-de-cobra (nome científico: Hydromedusa maximiliani) é uma espécie de cágado da família dos quelídeos (Chelidae), endêmica do bioma da Mata Atlântica do Sudeste do Brasil. É uma das menores tartarugas de água doce brasileiras, atingindo um comprimento máximo de carapaça reta de 20 centímetros (7,9 polegadas). A espécie prefere riachos com fundos arenosos e rochosos e águas claras em florestas acima de 600 metros (dois mil pés) de altitude.

## Etimologia
O nome específico, maximiliani, é em homenagem ao naturalista alemão Maximilian zu Wied-Neuwied.  Seu nome popular cágado, contudo, tem origem controversa. Antenor Nascentes propôs, citando Serafim da Silva Neto, que tenha se originado no português cagado, com uma retração eufemística do acento. José Pedro Machado propôs derivar do latim cacatus > *cácatus por eufemismo. Joan Coromines propôs uma origem no hispânico pré-romano *calappăcu (quiçá associado a *calapaccĕa no sentido de 'cabaça, espécie de abóbora' e *carappaceu no sentido de 'carapaça de crustáceos') > *calápago > caágado > cágado.

## Taxonomia
A espécie foi descrita pela primeira vez como Emys maximiliani por Mikan (1825). Foi posteriormente movida para o gênero Hydromedusa por Wagler (1830). Várias outras espécies descritas posteriormente foram sinonimizadas com esta espécie. Não há subespécies reconhecidas. Análises filogenéticas distinguiram dois grupos de cágado-da-serra, sendo uma subpopulação oriental (no estado de São Paulo e outra ocidental (nos estados de Minas Gerais e Rio de Janeiro). Embora signifiquem unidades de significância evolutiva, continuam sendo reconhecidas como um único táxon.

## Distribuição e habitat
O cágado-da-serra é endêmico das bacias hidrográficas mais meridionais da região Atlântico Leste, porção setentrional da região Atlântico Sudeste, leste da bacia do rio Paraná e alto rio São Francisco, ocorrendo nas regiões montanhosas da costa leste e sudeste do país, nos estados da Bahia, Minas Gerais, Espírito Santo, Rio de Janeiro e São Paulo. Os registros mais interioranos incluem o sul da Cadeia do Espinhoso, que é uma área ecótona com o Cerrado, e no vale do rio Doce em Minas Gerais. Ainda há relatos de sua presença em ilhas oceânicas, como Ilhabela em São Paulo e Ilha Grande no Rio de Janeiro, que pode ser consequência de introdução antrópica. A distribuição está associada à mata atlântica montanhosa. Como generalização, é encontrado em riachos de montanha acima de 600 metros (dois mil pés). A espécie é encontrada em riachos rasos de 15 a 100 centímetros (6–39 in) de profundidade, com água clara e fria e substratos arenosos ou rochosos. Por causa do dossel denso e do sub-bosque fechado das florestas, os córregos recebem pouca luz solar, tornando possível o aquecimento apenas nas clareiras ao longo do córrego.

## Descrição e ecologia
O cágado-da-serra é uma espécie pequena que atinge um comprimento de carapaça reta de 10 a 20 centímetros (3,9 a 7,9 polegadas) com um peso de 120 a 520 gramas (4,2 a 18,3 onças). Os machos são ligeiramente maiores do que as fêmeas. A carapaça do adulto é de forma oval, variando em cor de cinza escuro até marrom escuro ou claro. O plastrão é de cor amarela ou creme. A espécie tem cabeça de tamanho moderado com focinho pequeno e mandíbulas amareladas, sem barbilhões no queixo. A íris é preta. A superfície dorsal da cabeça, pescoço e membros são de cor verde-oliva a cinza com uma superfície ventral de cor creme mais clara.
Suas atividades são influenciadas pelo regime de chuvas e pela temperatura. no sul de São Paulo, apresenta maior atividade de setembro a janeiro, período no qual as chuvas são mais frequentes, enquanto que de maio a agosto, sua atividade diminui em decorrência da estiagem. A maturidade sexual das fêmeas é atingida dos 9 aos 15 anos, e dos machos é em torno dos 14 anos. Podem atingir até os 100 anos. A espécie nidifica de setembro a janeiro e seu período reprodutivo está associado à estação quente e chuvosa. Sabe-se que as fêmeas depositam seus ovos a uma distância segura das margens dos riachos para ficarem fora da área de inundação. Segundo estudo conduzido no Parque Estadual Carlos Botelho, em São Paulo, a espécie produz uma ninhada por estação de um a três ovos. A incubação perdura de 250 a 300 dias e os filhotes são encontrados no ninho do início de setembro a janeiro, o que coincide com o início da temporada chuvosa em partes da distribuição da espécie.

## Conservação
Algumas populações desta espécie ocorrem dentro de áreas protegidas e, portanto, recebem alguma proteção contra desmatamento e poluição, que são considerados grandes ameaças. A população melhor conhecida, inclusive, está no Parque Estadual Carlos Botelho, onde é estudada desde 1995. Em regiões fora dessas áreas protegidas, as populações podem estar se fragmentando e, portanto, podem se tornar cada vez mais vulneráveis no futuro. Embora se assuma que sua população esteja reduzindo, não há dados apropriados à avaliação. É raramente avistada na maior parte de sua área de distribuição. A sua presença é particularmente difícil de detectar nos remanescentes de Mata Atlântica de Minas Gerais. Outros dos fatores de risco à espécie é sua captura ilegal e subsequente venda como animal de estimação, como verificado em feiras no Rio de Janeiro.
No momento, não há ações específicas de conversação da espécie. Somente 2,3% da distribuição conhecida do cágado-da-serra faz parte de áreas protegidas, e seria necessário a criação de novas unidades de conservação, sobretudo no Espírito Santo e Minas Gerais, onde a espécie foi considerada como vulnerável no levantamento de 2010 apresentado na Lista de Espécies Ameaçadas de Extinção da Fauna do Estado de Minas Gerais. Dentre as áreas protegidas nas quais o cágado-da-serra está presente, estão: Parque Estadual do Itacolomi (MG), Parque Nacional do Caparaó (MG/ES), Reserva Biológica de Augusto Ruschi (ES), Área de Proteção Ambiental Serra da Mantiqueira (MG/RJ/SP), Parque Estadual de Ilha Grande (RJ), Área de Proteção Ambiental Floresta do Jacarandá (RJ), Área de Proteção Ambiental de Petrópolis (RJ), Área de Proteção Ambiental de Cairuçu (RJ), Reserva Particular do Patrimônio Natural do Sítio Santa Cruz (RJ), Parque Estadual de Carlos Botelho (SP), Parque Estadual Intervales (SP), Parque Estadual Ilha Bela (SP), Parque Estadual Serra do Mar - N. São Sebastião (SP), Parque Estadual Serra do Mar - N. Cubatão (SP) e Área de Proteção Ambiental da Serra do Mar (SP).
Ao longo das décadas, o cágado-da-serra foi incluído em várias listas de conservação: em 2005, foi listado como vulnerável na Lista de Espécies da Fauna Ameaçadas do Espírito Santo; em 2010, como vulnerável na Lista de Espécies Ameaçadas de Extinção da Fauna do Estado de Minas Gerais; em 2014, como pouco preocupante no Livro Vermelho da Fauna Ameaçada de Extinção no Estado de São Paulo; em 2017, como em perigo na Lista Oficial das Espécies da Fauna Ameaçadas de Extinção do Estado da Bahia; e em 2018, sob a rubrica de "dados insuficientes" na Lista Vermelha do Livro Vermelho da Fauna Brasileira Ameaçada de Extinção.